# Schwarzer See (Granitz)
Der Schwarze See auf der Ostseeinsel Rügen gehört zu dem sehr seltenen Gewässertyp des sogenannten Kesselsees. Er befindet sich im Wald- und Naturschutzgebiet Granitz in der Gemarkung von Sellin.
Die Fläche des Sees bedeckt 23 Hektar. Seine größte Tiefe erreicht 15 Meter. Die Höhe des Seespiegels über dem Meeresspiegel beträgt 54,2 m ü. NHN.
Er ist nährstoffarm. Im Randbereich finden Zwischenmoor- und Hochmoorbildung statt. Zum Teil besteht eine Schwingdeckenvegetation. Hier kommen Torfmoos, Wollgräser, Fieberklee, Moosbeere und Rosmarinheide vor.
Der komplette See, die am Rand bestehenden Moore und ein 100 Meter breiter Streifen des den See umschließenden Waldes sind als Kernzone (Totalreservat) des Biosphärenreservats Südost-Rügen ausgewiesen. Für Wanderer und Radwanderer ist der See jedoch über den von Binz nach Sellin führenden Wanderweg aus zugänglich. Über einen kleinen Holzsteg kann man bis auf den See gelangen.